# Peter von Cornelius
Peter von Cornelius (23. září 1783, Düsseldorf – 6. března 1867, Berlín) byl německý malíř, čelný představitel nazarénismu.
Svou malbou fresek od dvacátých let 19. století obnovil zájem evropských malířů o techniku fresky. Na rozdíl od většiny nazarénů se Cornelius po římském pobytu vrátil do Německa a většinou pracoval v Mnichově, pro krále Ludvíka I. Bavorského.

## Život

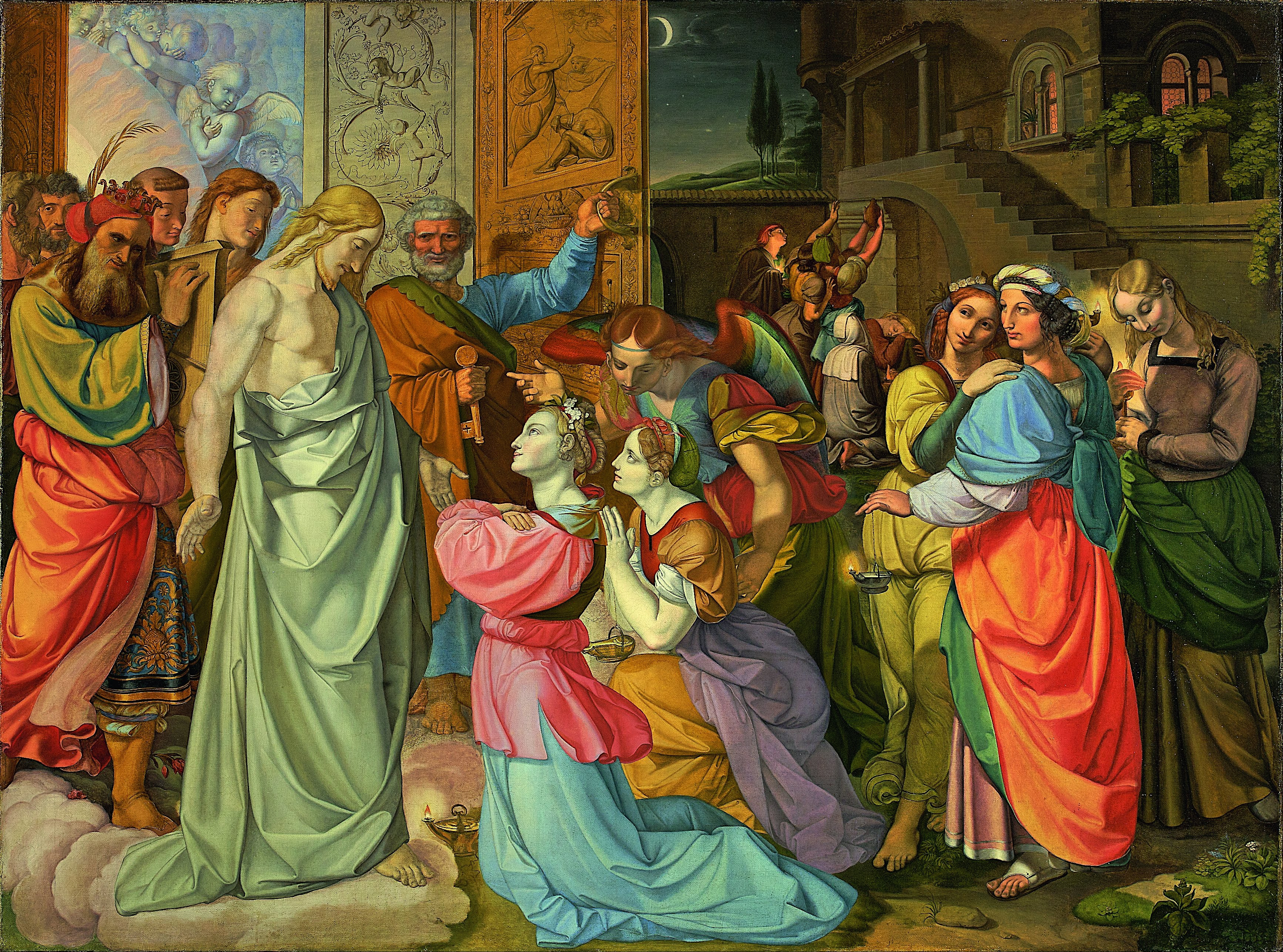
Panny moudré a panny pošetilé před Kristem, olejomalba na plátně, 1813 (nedokončeno)

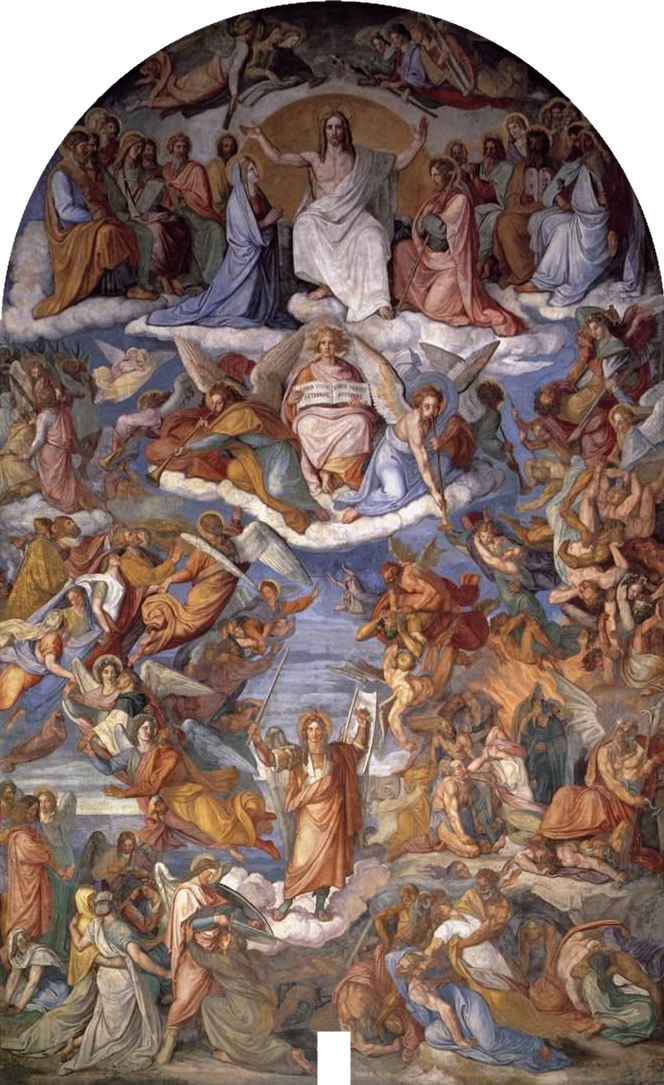
Poslední soud, freska na hlavním oltáři kostela sv. Ludvíka, Mnichov, 1842–1843

Peter von Cornelius se narodil jako syn Johanna Christiana Aloise Cornelia (1748–1800), malíře, učitele a inspektora kurfiřtské Akademie výtvarných umění v Düsseldorfu, a jeho manželky Anny Heleny, rozené Corstenové. Jeho rodný dům na starém městě v Kurze straße 15 se dochoval. První výtvarné vzdělání, stejně jako jeho starší bratr Lambert (1778–1823), získával od roku 1795 v otcově ateliéru.
V letech 1798–1805 Cornelius studoval na düsseldorfské akademii. V letech 1803–1805 se podílel na úkolech Výmarské ceny Johanna Wolfganga von Goetha. V letech 1806–1808 vytvořil nástěnné malby v kostele (tzv. münsteru) svatého Quirina v Neussu.
Poté, co mu 2. června 1809 zemřela matka, odcestoval Cornelius na podzim roku 1809 přes Koblenz do Frankfurtu nad Mohanem, kde žil v letech 1809–1811 v domě svého sponzora, nakladatele Fridricha Wilmanse, jehož portrétoval, stejně tak jeho manželku. V roce 1811 podnikl se svým přítelem Christianem Xellerem první cestu do Říma. Pracoval tam na výzdobě Casa Bartholdy, při níž se spřátelil s německými nazarény,  malířem Friedrichem Overbeckem a Juliem Schnorrem von Carosfeld. Osm fresek bylo jejich kolektivním dílem, v němž si vytříbili svůj akademický styl. Přijali Cornelia do spolku sv. Lukáše, v něm se nazaréni sdružili a žili ve společné kolonii. 
V letech 1816 až 1817 namaloval pro mnichovskou Glyptotéku obraz Josef vykládá faraonův sen. Některé malby však byly málo přesvědčivé (například Korunování Panny Marie), a tím Cornelius ztratil svou dvorskou pozici. Až pozdější malby jako např. Sedm andělů s číší hněvu aj. dokládají, že umělec ještě jednou dosáhl vrcholů svého umění jako v mládí.
V letech 1819 až 1824 byl Cornelius ředitelem düsseldorfské umělecké akademie, kterou Pruské království znovu založilo v roce 1819. Cornelius a ještě více jeho nástupce Wilhelm von Schadow zde vytvořili základy düsseldorfské malířské školy.
Kromě düsseldorfských a mnichovských projektů byl Cornelius přizván také k projektům pro pruského krále Bedřicha Viléma IV. v Berlíně, pro plánovanou budovu katedrály sv. Hedviky a přilehlé hřbitovní haly, zvané Campo santo,  Hrabě Atanazy Raczyński Corneliovi poskytl jižní křídlo svého paláce jako ateliér. Vzhledem k tomu, že nová budova katedrály nepokročila dále než k pracím na základech a Campo Santo nebylo dokončeno, tak ani návrhy, na kterých Cornelius pracoval téměř 20 let, nemohly být nikdy realizovány. V roce 1860 Cornelius vstoupil do Mnichovského spolku pro křesťanské umění a mohl tak ovlivňovat další zakázky na chrámové malby.

## Dílo
- 1806-1808 fresky pro Münster sv. Quirina v Neussu
- 1817-1817 spolupráce na freskách v Casa Bartholdy v Římě, později Palazzo Zuccari
- 1820–30 Fresky Řečtí bohové, dříve Glyptotéka, Mnichov - zničeny, kartóny ve Staré Národní galerii v Berlíně, jeden v Moravské galerii v Brně[1]
- 1836–1840 Freska Poslední soud" na hlavním oltáři a další v závěru a na klenbě v kostele sv. Ludvika, Mnichov (těžce poškozeny při bombardování v květnu 1945, obnoveny v 80. letech)
- 1841–1867 Apokalyptičtí rytíři, kartón, Nationalgalerie, Berlín
- 1850 Starozákonní proroci, kostel sv. Mikuláše, Postupim
- 1860-1867

### Ilustrace
- Příběhy Nibelungů, vydal Prêtre, Berlín 1817. digitální vydání, Univerzitní a zemská knihovna, Düsseldorf
- Obrazy ke Goethovu Faustovi, vydal Wenner, Frankfurt nad Mohanem 1816. digitální vydání, Univerzitní a zemská knižnice, Düsseldorf
- Dantův Ráj. S vysvětlujícím textem, vydal Boerner, Lipsko, 1830. digitální vydání, Univerzitní a zemská knihovna, Düsseldorf

## Ocenění
- 1842 Řád Pour le Mérite
- 1844 titul Dr. phil. h.c. Münsterské univerzity
- 1862 čestný občan Düsseldorfu

Po Petrovi von Corneliovi je pojmenována cena (Cornelius-Preis) města Düsseldorf.